# Bisdom Aba
Het bisdom Aba (Latijn: Dioecesis Abana) is een rooms-katholiek bisdom met als zetel de stad Aba in Nigeria. Het bisdom is suffragaan aan het aartsbisdom Owerri.

## Geschiedenis
Het bisdom werd opgericht op 2 april 1990, uit het bisdom Umuahia. 

## Parochies
In 2018 telde het bisdom 76 parochies. Het bisdom had in 2018 een oppervlakte van 2.494 km2 en telde 1.085.000 inwoners waarvan 38,2% rooms-katholiek was.

## Bisschoppen
- Vincent Valentine Egwuchukwu Ezeonyia (2 april 1990 - 8 februari 2015)
- Augustine Ndubueze Echema (28 december 2019 - heden)

Owerri (aartsbisdom) · Aba · Ahiara · Okigwe · Orlu · Umuahia